# Citroën Visa
Citroën Visa byl malý automobil francouzské automobilky Citroën, vyráběný v letech 1978 až 1989. Za 11 let produkce bylo vyrobeno 1 254 390 kusů. Už v roce 1981 prošel faceliftem, při kterém byl obohacen o plastové díly a zmodernizován byl exteriér i interiér včetně motorizací, model se označuje jako Visa II.

## Popis

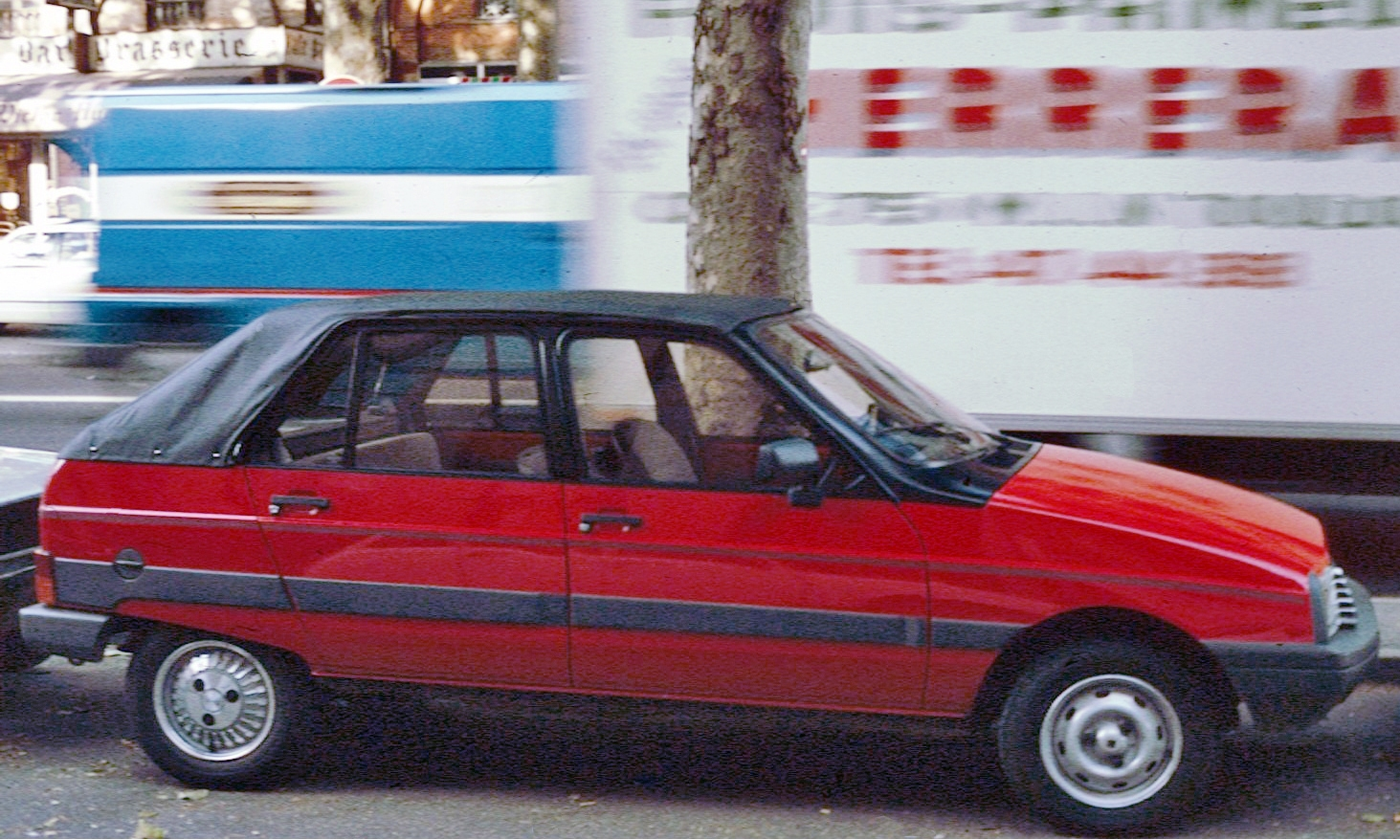
Citroën Visa cabriolet

Historie Citroënu Visa zapadá již na počátky 70. let kdy byly zpracovány první plány a později i maketa vozu. Poprvé byl model Visa představen na pařížském autosalonu roku 1978.
Citroën Visa patřil ve výrobním programu značky nad model Citroën LN jako dražší verze malého automobilu. Měl výkonnější motory a vyšší výbavu s vyšším komfortem. Jednotlivé modely Special, Club a Super se lišily poháněcího soustavami a úrovní výbavy.
První dva poháněl vzduchem chlazený plochý dvouválec s protiběžnými písty jehož základem byl motor z typu 2CV. Pro nové použití byl však významně zrekonstruován. Změnou vrtání ze 74 na 77 mm se zvětšil jeho zdvihový objem ze 602 na 652 cm³, klikový hřídel byl uložen na třech ložiskách a nový tvar vaček umožnil příznivější průběh točivého momentu při nižších otáčkách. Všemi zmíněnými úpravami a změnami se podařilo zvýšit výkon motoru na 26 kW (36 k).
Poháněcí soustava výkonnějšího typu Super byla zcela odlišná – byl to řadový čtyřválec OHC uložený napříč nad přední nápravou a skloněn o 72° vzad. Při objemu 1 124 cm³ dosahoval tento motor výkon 41 kW (57 k) při otáčkách 6250/min.
Jako snad všechny vozy této značky, i Visa měla karoserii zajímavého stylistického pojetí. Zatímco její přední polovina, až na typickou masku chladiče, připomínala trochu "konkurenční" Renault 14, splývající zadek nepochybně patřil Citroënu a hlavně tvarem blatníků připomínal typ GS. Vzhledem k vnějším rozměrům vozidla (3690 x 1510 x 1408 mm) byl jeho interiér překvapivě prostorný a poskytoval dostatek místa i pohodlí čtyřem dospělým osobám. Zadní sedadla byla sklopena vpřed a umožňovaly podle potřeby zvětšit objem zavazadlového prostoru, přístupného i zvenku pátými dveřmi, více než dvojnásobně.
Provedení chrono vyráběné v letech 1982 až 1983 bylo ve své době nejvýkonnějším provedeným typu Visa. Provedení je pětidveřové, motor je umístěn vpředu s náhonem předních kol.

## Závodní verze
Původní závodní verzí byl Citroën Visa Super X.

### Citroën Visa Trophée

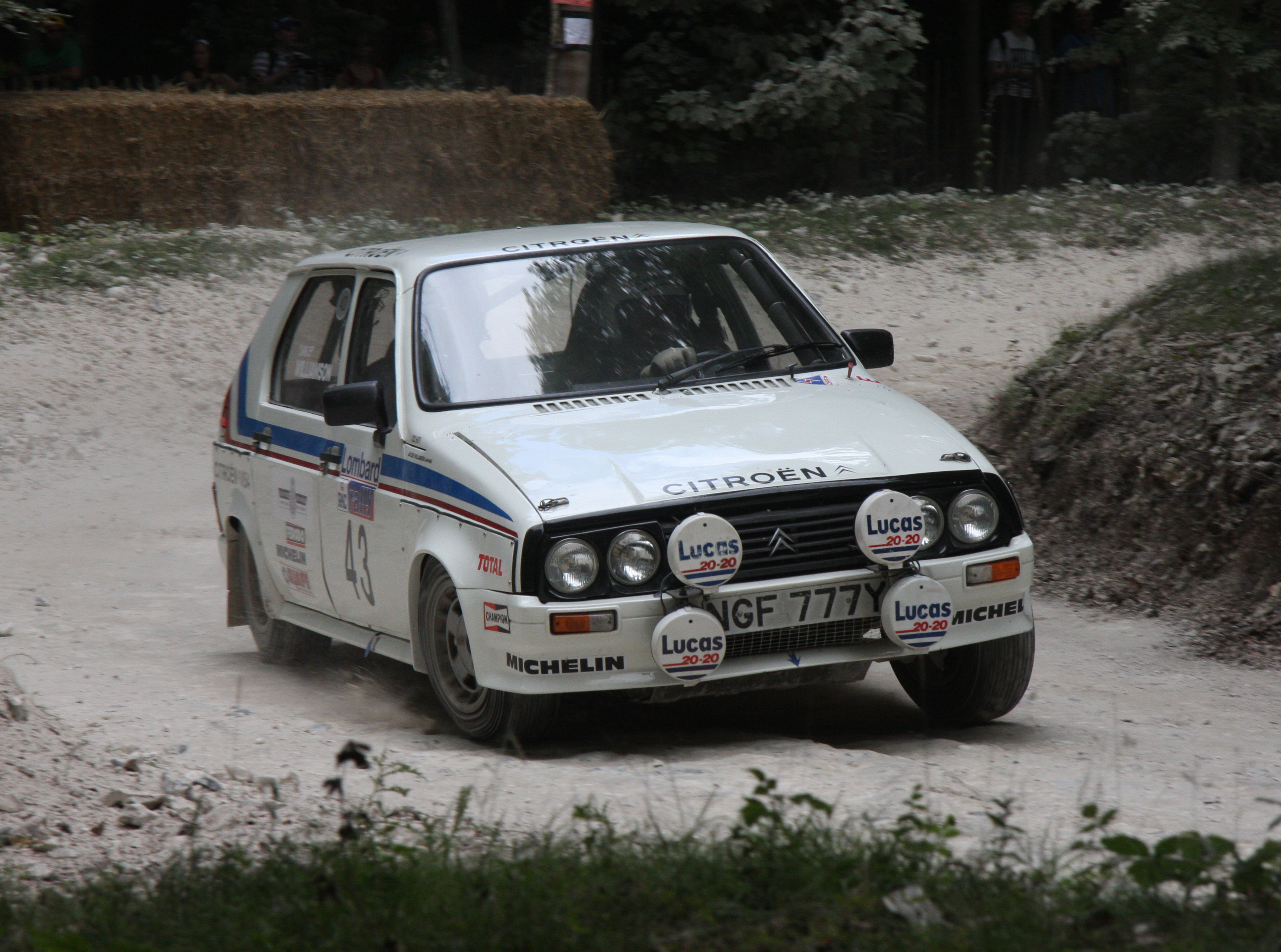
Citroën Visa Trophée

Tato závodní verze pro rallye byla homologována 1. ledna 1982. Vůz byl určen pro závody ve skupině B v kategorii vozů o maximálním obsahu 1300 cm³. S vývojem pomáhala i automobilka Lotus. Po nastoupení do závodů se však projevila slabá konkurenceschopnost daná zejména pohonem pouze předních kol. Vůz tak porážely i vozy kategorie A. Vůz sbíral v roce 1982 úspěchy v britském, francouzském a nizozemském šampionátu. Tým Citroën Sport představil i ženský soutěžní tým, který startoval na Safari rallye 1984, Rallye San Remo 1984 a Rallye Monte Carlo 1984.
Přední kola poháněl osmiventilový řadový čtyřválec SOHC o objemu 1219 cm3 se dvěma karburátory, který dosahoval výkonu přes 100 koní.

### Citroën Visa Chrono II
Verze Chrono vycházela z verze Tropheé. Byla homologována ve stejný den. Měla ale větší motor o objemu 1360 cm3, který dosahoval výkonu 93 koní.

### Citroën Visa 1000 Pistes

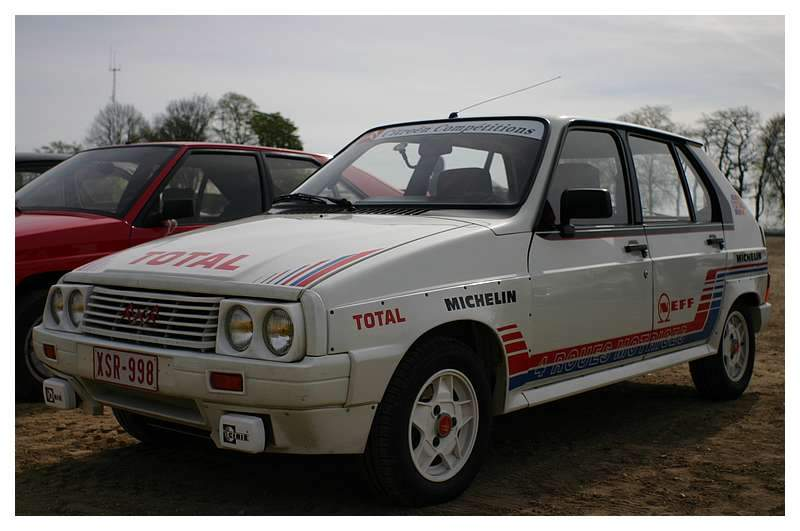
Visa 1000 Pistes

V letech 84-6 byla vyrobena homologační série modelu Visa 1000 Pistes. Tento vůz měl pohon všech kol, výkonnější motor a byl celkově odlehčen. Nejlepším výsledkem bylo umístění na Rallye Monte Carlo 1987, kde Visy skončily na sedmém a osmém místě. To bylo však již po zrušení skupiny B. Dalším dobrým výsledkem bylo osmé místo v roce 1985. Po konci éry skupiny B se Visy zúčastnily několika regionálních soutěží a po skončení platnosti homologace slavily úspěch v rallycrossu.
Vůz poháněl čtyřválec o objemu 1440 cm³ o výkonu 145 koní s rozvodem OHC a dvěma karburátory Weber. Maximální rychlost byla 175 km/h a zrychlení na sto za 9,5 sekundy. Převodovka byla pětistupňová. Vůz měl dva samosvorné diferenciály. Na obou nápravách byly kotoučové brzdy, vpředu navíc ventilované. Nádrž byla z nehořlavého plastu Superfix a její objem byl 80 litrů. Vůz měl nezávislé zavěšení se vzpěrami McPherson. Dveře a kapota byly nahrazeny plastovými díly a boční okna byla z čirého plastu. Délka byla 3740 mm, šířka 1550 mm a váha 695 až 800 kg.